# Jack Newsum
Jack Newsum – amerykański kierowca wyścigowy.

## Kariera
Newsum rozpoczął karierę w międzynarodowych wyścigach samochodowych w 1983 roku od startów w IMSA Camel GTO, gdzie jednak nie zdobywał punktów. W późniejszych latach Amerykanin pojawiał się także w stawce IMSA Camel GT Championship, IMSA GTU Championship, World Sports-Prototype Championship, 24-godzinnego wyścigu Le Mans oraz IMSA Camel Lights.